# Данэм, Кэрролл
Кэрролл Данэм (англ. Carroll Dunham; 1949, Нью-Хейвен, США) — американский концептуальный художник, известный своими экспериментами в области абстракции, оформления и сюрреализма: его яркие полуабстрактные полотна традиционно усилены психосексуальным содержанием в сочетании с агрессивной, чувственной энергией.
В 1972 окончил Тринити-колледж в Хартфорте, штате Коннектикут, США. Живёт и работает в Нью-Йорке и Коннектикуте.
Отец американской актрисы и режиссёра Лины Данэм.

## Творчество
С конца 70-х годов Данэм начал создавать собственный «примитивный» визуальный язык. Его формальный словарь первоначально состоял из квазипсиходелических биоморфных абстракций и с тех пор развился, включив в себя конкретные образы «определимых вещей»: женские и мужские тела, изображения животных и деревьев и элементы пейзажа, постепенно объединились в яркий мир узнаваемых графических воплощений.
Подобно Джорджу Кондо, в начале своей карьеры Данэм углубился в изучение французской живописи конца XIX и начала XX века. Под влиянием постминимализма и концептуального искусства, внимание художника привлекли тактильность и аллюзии телесности в работах Мардена, Мангольда и Раймана. Вдохновленный работой Сезанна, Данэм создает знаменитую серию «Bathers» (Купальщицы), изображающую то, что он называет «обнаженная женщина в естественной обстановке».
Сорокалетнюю карьеру Данэма невозможно отнести к одному жанру: его работы объединяют жанр абстракции, фигуративного искусства, сюрреализма, граффити, поп-музыки, даже мультипликации, при этом не ограничиваясь ничем из названного.
Искусство Данэма объединило в себе телесность Ар-Брют Жана Дюбюффе и анимационную эротику, смешав их в образы, близкие к поп-арту и мультипликации. Каждый элемент в своих полотнах Данэм наделяет отдельным акцентом и значимостью, чтобы впоследствии объединить их в сложную многофигурную композицию. Противоестественность наивно-утрированного сюжета в его работах вступает в конфликт с внешней невозмутимостью персонажей.

## Выставки и коллекции
Среди многочисленных персональных выставок Данэма особо важными проектами стали масштабная ретроспектива в Новом музее современного искусства в Нью-Йорке (2002) и выставка картин и скульптур в музее Миллесгорден в Стокгольме (2008). Работы художника были включены в биеннале Уитни (1985, 1991, 2995) и выставку "Disparities and Deformations: Our Grotesque", пятой международной биеннале SITE Santa Fe под кураторством Роберта Сторра (2004). Работы художника были представлены в выставках в таких важнейших музейных институций, как Музей современного искусства в Нью-Йорке, Музей современного искусства города Парижа и Национальный музей Центр искусств королевы Софии в Мадриде.
Работы Данэма находятся о многих государственных коллекциях, включая Чикагский институт искусств, Чикаго; Музей современного искусства Аструп-Фернли, Осло; Бруклинский музей, Нью-Йорк; Музей Людвига, Кёльн; Музей современного искусства, Нью-Йорк; Музей современного искусства, Лос-Анджелес; Музей искусств Филадельфии, Филадельфия; Галерея Тейт, Лондон; Центр искусств Уокера, Миннеаполис; Музей американского искусства Уитни, Нью-Йорк.